# یگلبن
یگلبن (به آلمانی: Jeggeleben) یک منطقهٔ مسکونی در آلمان است که در کالبه (میلده) واقع شده‌است. یگلبن ۴۱۷ نفر جمعیت دارد.